# Дюковы
Дюковы — семья харьковских антрепренёров.
В 1842 году антрепренёр Людвиг Юрьевич Млотковский (некоторые источники дают Млатковский) построил в Харькове новое каменное театральное здание на месте прежнего деревянного. Антрепренёром старого театра был Иван Федорович Штейн, балетмейстер с 1816 г., а после него Млатковский, актёр в труппе Штейна, женатый на Островской (или Остряковой). Из артистов того времени известны Бабанины, муж и жена, Рыбаков, Лавров, Максимов, Млатковский, Пронский, Микульская, Ладина, Соленик, Виноградова и особенно Щепкин. В 1852 году там началу сценическую деятельность Л. А. Александрова-Дубровина. В 1853 театр перешёл по дарственной записи к его дочери, Вере Людвиговне, по мужу Дюковой, драматической актрисе, выступавшей некоторое время на провинциальных сценах в ролях гранд-дам.
В 1843—1867 руководство труппой осуществляла дирекция, возглавляемая последовательно Альфераки, Петровским, Львовым, Щербиной. Театр, который считался когда-то, при руководстве Млотковского, чуть ли не самым лучшим в русской провинции, стал разваливаться, существуя в основном за счет былой славы. 30 мая 1860 года театр посетил знаменитый русский драматург А. Н. Островский, который приехал в Харьков вместе с известным русским актёром А. Е. Мартыновым, которого Островский сопровождал в Крым на лечение. Собравшаяся в зале публика тепло приветствовала гостей. В этот день шла пьеса А. Н. Островского «Бедность не порок». «Мы сидели в закрытой директорской ложе,— вспоминал впоследствии драматург,— но все зрители знали, что мы в театре, и по окончании пьесы я вынужден был из своей ложи при громе аплодисментов раскланяться с публикой…». Неумелым ведением дела директора почти развалили театр. Вера Людвиговна поделила свои права по владению театром с мужем, Николаем Николаевичем Дюковым, который в1867 решил взять управление Харьковским театром. Человек малообразованный и прежде далёкий от театра, он оказался хорошим организатором, умевшим, по свидетельству H. H. Синельникова, комплектовать и сохранять сильные по актёрскому составу труппы, чётко вести финансовую сторону дела. Это был расцвет театра. Среди актёров-исполнителей были Синельников, Николай Николаевич, Нароков, Михаил Семёнович, Бородай, Михаил Матвеевич, Лентовский, Михаил Валентинович и др.
После его смерти (1882) один сезон театр возглавляла Вера Людвиговна Дюкова, но в 1884 она, поняв, что не справляется с управлением, отказалась от ведения дела и сдала театр в наём.
В 1894—1895 театр перешёл к дочери Александре Николаевне Дюковой, она возглавила театр, став антрепренёром Харьковского театра: вновь собрала актёрскую труппу, значительно подняла уровень постановок. Это время связано с новым расцветом театра. Театр стал выделяться из общего уровня провинциальных антреприз. В репертуар были включены серьёзные классические и новые современные социальные пьесы.
17 января 1904 года, в день 44-летия Антона Павловича Чехова одновременно с Художественным театром в Москве, театр Дюковой показал в Харькове премьеру новой пьесы А. П. Чехова «Вишневый сад» (реж. Песоцкий и Александров; Раневская — Ильнарская, Лопахин — Павленков, Трофимов — Нерадовский, Симеонов-Пищик — Б. С. Борисов, Шарлотта Ивановна — Милич, Епиходов — Колобов, Фирс — Глюске-Добровольский).
В конце 1890-х годов Александра Николаевна предприняла перестройку театра, приведшую на грань финансового краха, в результате в 1905 году ей пришлось продать театр городскому управлению.